# Convento de Santa Catalina (Zaragoza)
El convento de Santa Catalina está situado en la calle de San Miguel de Zaragoza frente a la de Santa Catalina.
Fue fundado en el año 1234 por Doña Hermenesenda de Cellas, tía de la célebre Teresa Gil de Vidaure, esposa de D. Jaime el Conquistador, mediante breve, despachado en Roma a 19 de abril de 1234, habiéndose llamado en su principio monjas de San Damián y no de Santa Clara porque aun vivía ésta y el primer convento donde fundó su orden se llamó San Damián. El arzobispo de Zaragoza Hernando de Aragón contribuyó mucho para la fábrica de este convento. Su iglesia padeció muchísimo en los sitios de Zaragoza, así como el convento, pero se halla en su mayor parte reedificado.